# Cattedrale di San Martino (Ypres)
La cattedrale di San Martino, in neerlandese Sint-Maartenskathedraal, anche chiesa di San Martino (Sint-Maartenskerk), è la chiesa principale della città di Ypres (Ieper), nelle Fiandre (Belgio). Fu sede della Diocesi di Ypres dal 1561 alla sua soppressione nell'Età napoleonica, nel 1801. Tuttavia ancora continua ad essere chiamata Cattedrale (Kathedraal).

## Storia e descrizione

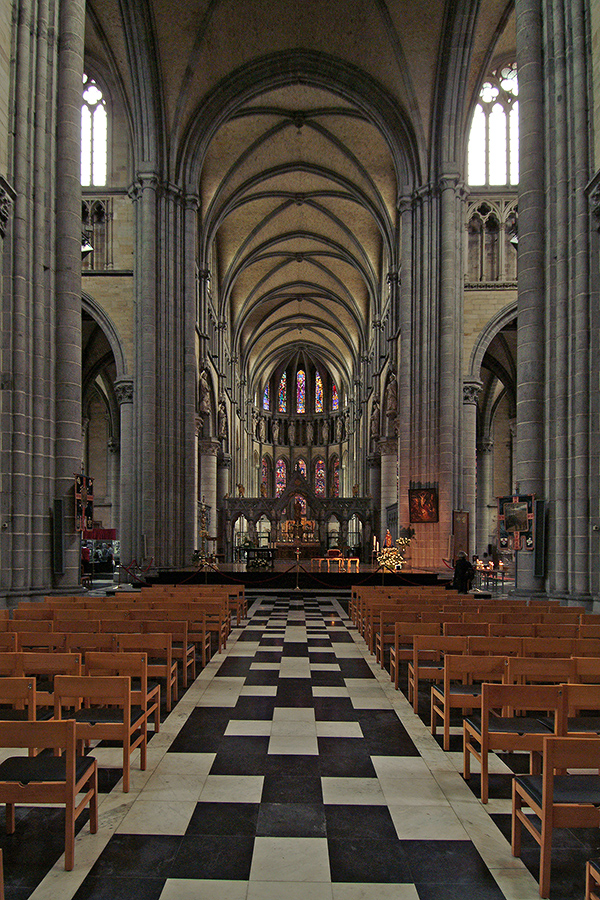
l'interno

Una prima chiesa romanica sorgeva già in questo luogo nel X-XI secolo. Ypres dall'VIII secolo si trovava nella Diocesi di Thérouanne. Gli abati di Thérouanne erano molto fedeli al re di Francia e ciò non piacque molto all'imperatore Carlo V, che nel 1556 ne distrusse i monasteri e la cattedrale e nel 1561 scorporò la diocesi in tre differenti: quella di Boulogne, Saint-Omer e quella di Ypres. Fu in questo momento che la chiesa del Monastero di San Martino, retto dai Canonici Regolari di Sant'Agostino, venne elevata a cattedrale. Cornelio Giansenio ne fu il più noto vescovo della Diocesi, fra il 1635 e il 1638. Il Concordato del 1801 tra Napoleone Bonaparte e il Papa Pio VII abolì la Diocesi di Ypres, che venne accorpata a quella di Gent. Nel 1833, la Diocesi di Bruges annesse i territori di Ypres.
La costruzione dell'edificio iniziò nel 1230 e venne terminato nel 1370 secondo i canoni allora vigenti dell'Architettura gotica secondo il gusto brabantino della regione. Si presenta come un imponente edificio con torre-portico sulla facciata, transetto a fronti opposte e grande coro.  È una delle più armoniose costruzioni gotiche del Belgio, vicina agli esempi della Francia del nord (soprattutto Reims).
Purtroppo la chiesa originale andò completamente distrutta, come del resto l'intera città di Ypres, durante la prima guerra mondiale. Venne scrupolosamente ricostruita utilizzando anche gran parte del materiale autentico durante la lunga campagna di restauro dal 1922 al 1930. Solo la torre venne modificata durante la ricostruzione, infatti vi venne aggiunta la guglia di coronamento che portò la torre ad un'altezza di 100 metri e la inserì fra le più alte del Belgio.
L'interno, diviso in tre navate da pilastri cilindrici, raccoglie ancora diverse opere d'arte come il fonte battesimale di Taillebert, della fine del XVI secolo, e le tombe di Cornelio Giansenio e del conte Roberto III di Béthune, detto il Leone delle Fiandre.

## Galleria d'immagini

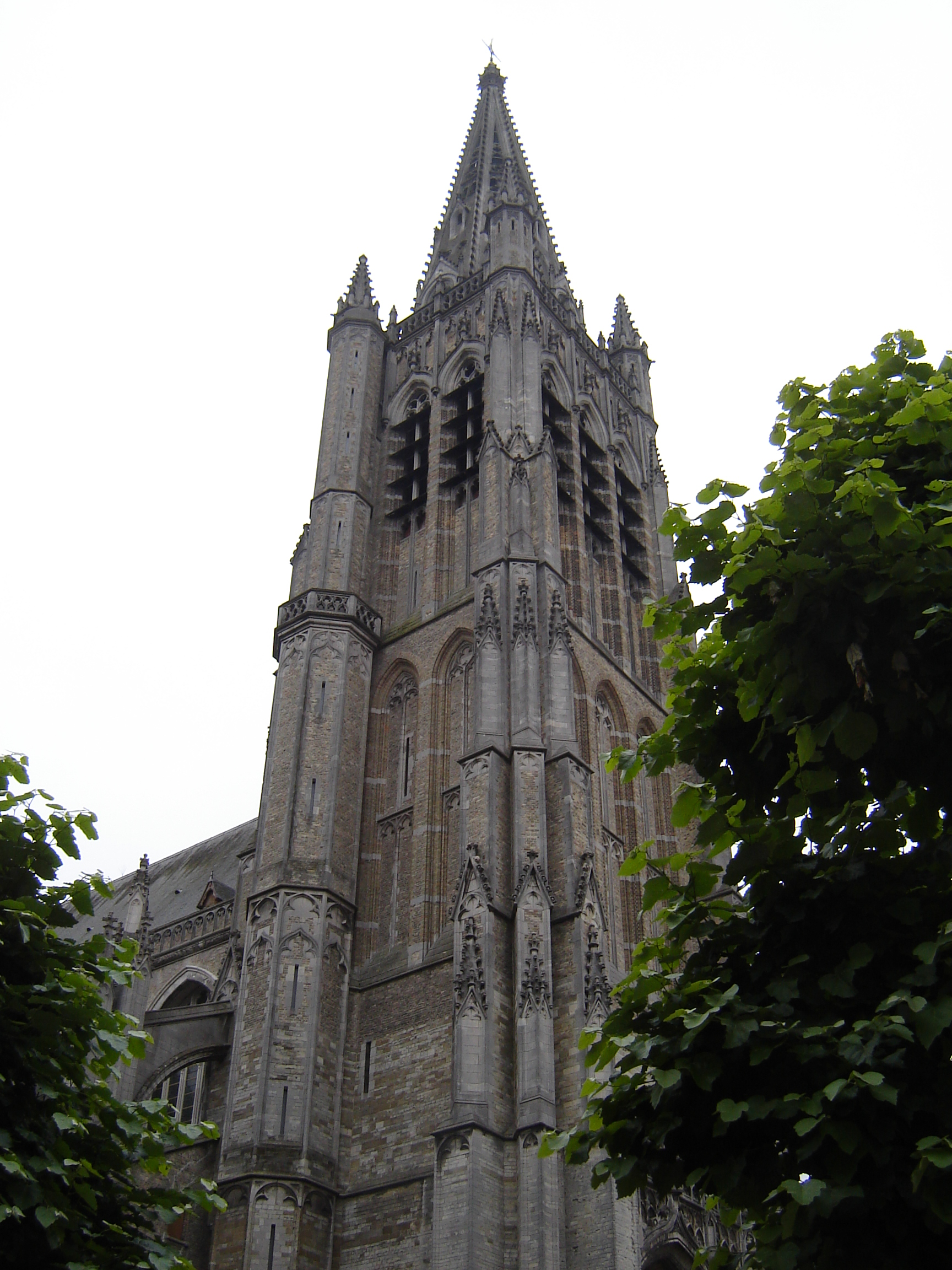
la Torre di 100 metri
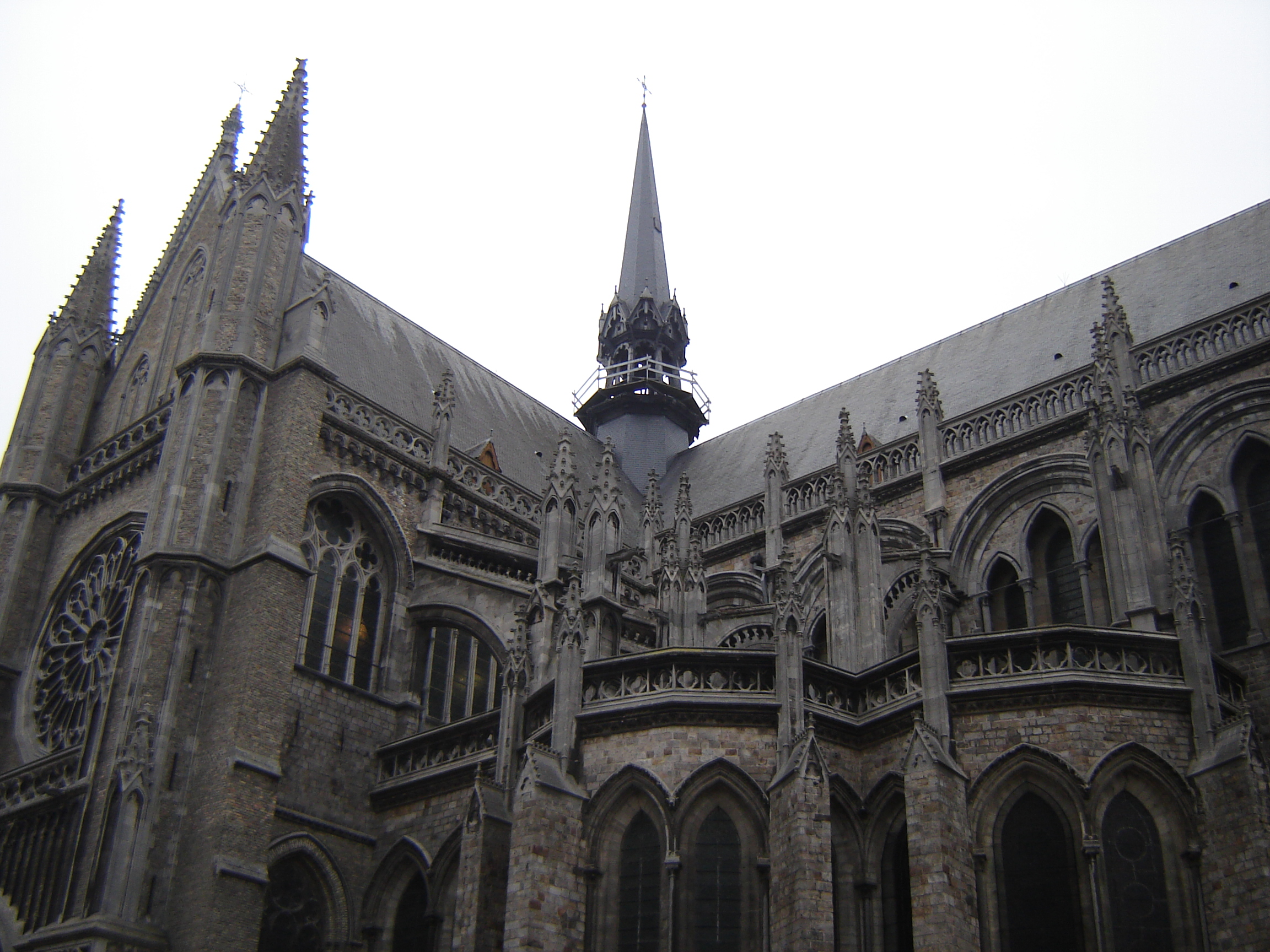
la parte absidale
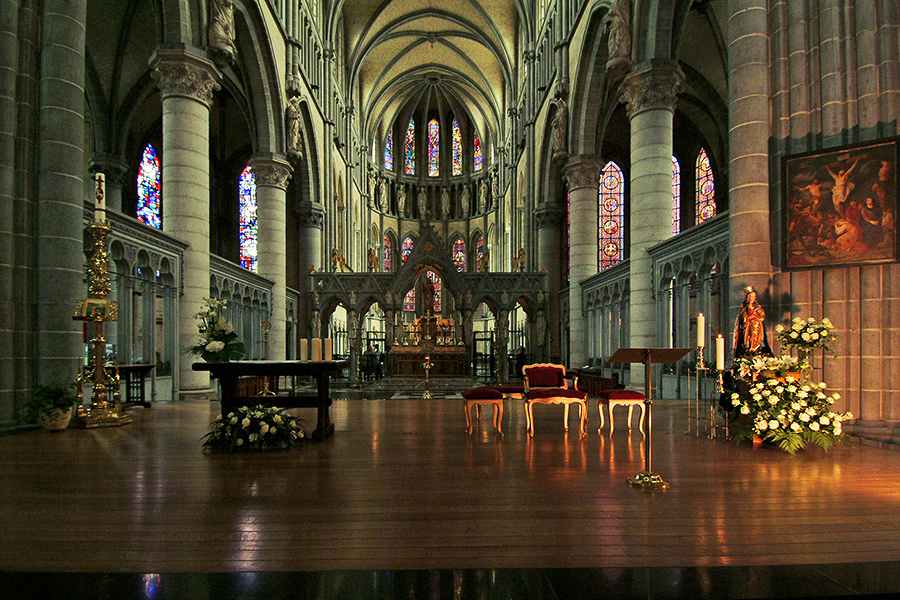
l'interno verso il coro
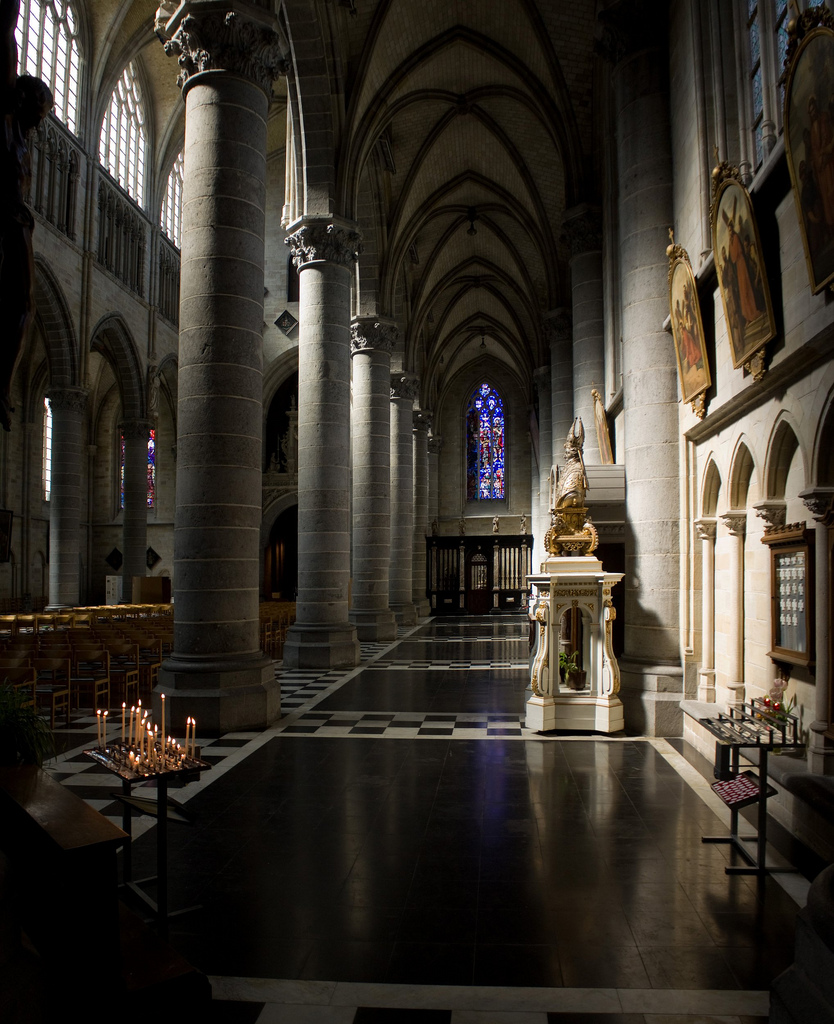
veduta dell'interno
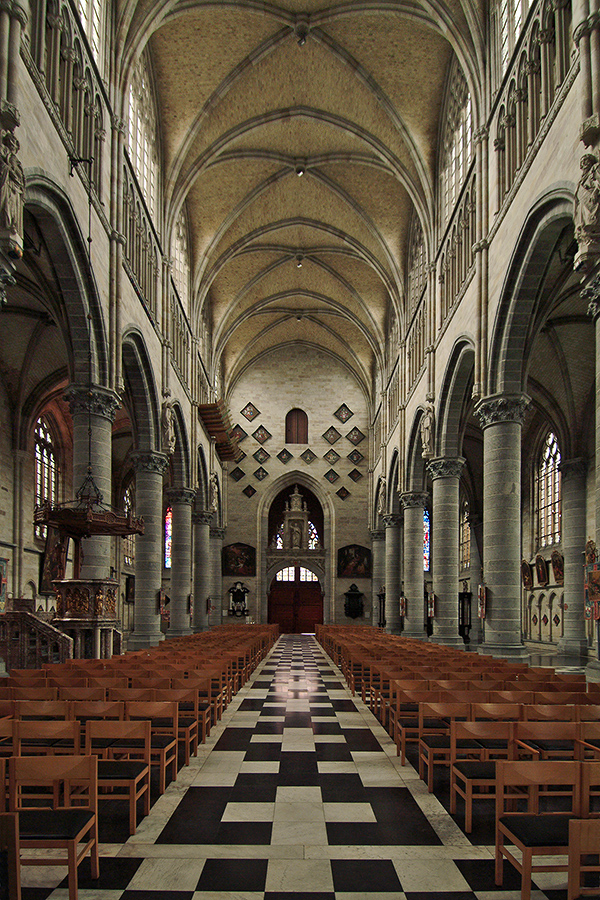
l'interno verso la facciata
Le rovine dopo la Quarta battaglia di Ypres del 1918